# Čiževo
Čiževo (in russo Чижево?) è una località rurale (un villaggio) nel Babinskoe sel'skoe poselenie,   distretto di Duchovščinskij, Oblast' di Smolensk, Russia. Conosciuto come il luogo di nascita del principe e statista russo Grigorij Aleksandrovič Potëmkin, al 2007 contava appena 7 abitanti.